# پل گلدن گیت
پل گلدن گیت (به انگلیسی: Golden Gate Bridge) یک پل معلق در سان فرانسیسکوی آمریکا است که این شهر را به شمال ایالت کالیفرنیا وصل می‌کند. این پل بر روی تنگه گلدن گیت زده شده است. این پل با هزینه ۳۵ میلیون دلار ظرف مدت ۴ سال در سان فرانسیسکو ساخته شده است. پل گلدن گیت در ۲۷ مه ۱۹۳۷ گشایش یافت و در فاصله بین سال‌های ۱۹۳۷ تا ۱۹۶۴ با طول ۴٬۲۰۰ فوت (۱٬۳۰۰ متر) طولانی‌ترین پل معلق جهان به حساب می‌آمد. این پل یکی از نمادهای شهر سان فرانسیسکو است.
ارتفاع این پل از سطح آب ۲۲۰ فوت (۶۷ متر) و وزن آن ۸۸۷٬۰۰۰ تن است. دوبرجی که در طول این پل ساخته شده‌اند ۷۴۶ فوت (۲۲۷ متر) ارتفاع دارند. در سال ۱۹۹۷ حدود ۴۱٬۳۸۱٬۰۰۰ وسیله نقلیه از روی این پل عبور کردند.
این پل تنها راه خروجی سان فرانسیسکو به سمت شمال است و از ۶ مسیر مخصوص رفت‌وآمد وسایل نقلیه و دو مسیر محل عبور عابران پیاده در هر دو طرف تشکیل شده است. در ۱ سپتامبر ۲۰۰۲ عوارض تردد از روی این پل برای وسایل نقلیه موتوری از ۳ دلار به ۵ دلار افزایش یافت. دوچرخه، موتور، و عابر پیاده از پرداخت عوارض معاف هستند.
محدودیت سرعت حرکت روی پل گلدن گیت در ۱ اکتبر ۱۹۸۳ از ۹۰ کیلومتر در ساعت به ۷۰ کیلومتر در ساعت کاهش یافت. رنگ این پل نارنجی متمایل به قرمز، معروف به نارنجی بین‌المللی است. این رنگ برای هماهنگی این پل با محیط اطراف خود و جلوه بیشتر آن در مه و غبار (که از شرایط آب‌وهوایی ویژه آن منطقه است) انتخاب شده است. گلدن گیت از نظر زیبایی‌شناسی و معماری در نوع خود منحصربه‌فرد است. در ژوئن ۲۰۰۱ انجمن مهندسان عمران آمریکا کانال پاناما، ساختمان امپایر استیت و پل گلدن گیت را با نام «بناهای هزاره» معرفی کردند.

## تاریخچه

### خدمات کشتی‌رانی
پیش از ساخت پل، تنها مسیر کوتاه عملی بین سانفرانسیسکو و آنچه اکنون شهرستان مارین نامیده می‌شود، از طریق قایق از قسمتی از خلیج سانفرانسیسکو بود. خدمات کشتی‌رانی از اوایل سال ۱۸۲۰ آغاز شد و خدمات منظم از دهه ۱۸۴۰ با هدف انتقال آب به سانفرانسیسکو شروع به کار کرد.
در سال ۱۸۶۷، شرکت زمین و کشتی‌رانی ساوسالیتو افتتاح شد. در سال ۱۹۲۰، این خدمات توسط شرکت کشتی‌رانی گلدن گیت تصاحب شد که در سال ۱۹۲۹ با سیستم کشتی‌رانی راه‌آهن ساوترن پسیفیک ادغام شد و به «شرکت کشتی‌رانی ساوترن پسیفیک-گلدن گیت با مسئولیت محدود» تبدیل گشت که بزرگ‌ترین اپراتور کشتی‌رانی در جهان بود. کشتی‌های خودروبر ساوترن پسیفیک که زمانی فقط برای مسافران و مشتریان راه‌آهن بودند، بسیار سودآور و برای اقتصاد منطقه مهم شدند. عبور کشتی بین اسکله خیابان هاید در سانفرانسیسکو و ترمینال کشتی ساوسالیتو در شهرستان مارین تقریباً ۲۰ دقیقه طول می‌کشید و هزینه آن قبل از سال ۱۹۳۷، ۱٫۰۰ دلار برای هر وسیله نقلیه بود که در آن زمان برای رقابت با پل جدید، قیمت کاهش یافت. سفر از ساختمان کشتی‌رانی سانفرانسیسکو ۲۷ دقیقه طول می‌کشید.
بسیاری می‌خواستند پلی برای اتصال سانفرانسیسکو به شهرستان مارین بسازند. سانفرانسیسکو بزرگ‌ترین شهر آمریکا بود که هنوز عمدتاً توسط کشتی‌های مسافربری خدمات‌رسانی می‌شد. از آنجایی که این شهر ارتباط دائمی با جوامع اطراف خلیج نداشت، نرخ رشد آن کمتر از میانگین ملی بود. بسیاری از کارشناسان می‌گفتند که نمی‌توان پلی بر روی تنگه ۶۷۰۰ فوتی (۲۰۰۰ متری) ساخت که دارای جزر و مد و جریان‌های قوی و چرخشی، آبی به عمق ۳۷۲ فوت (۱۱۳ متر) در مرکز کانال و بادهای شدید مکرر بود. کارشناسان می‌گفتند که بادهای شدید و مه‌های کورکننده مانع ساخت و بهره‌برداری خواهند شد.

### ایده اولیه
اگرچه ایده ساخت پلی بر روی گلدن گیت جدید نبود، پیشنهادی که در نهایت مورد توجه قرار گرفت، در مقاله‌ای در سال ۱۹۱۶ در «سانفرانسیسکو بولتن» توسط دانشجوی سابق مهندسی، جیمز ویلکینز، ارائه شد. مهندس شهر سانفرانسیسکو هزینه را ۱۰۰ میلیون دلار (معادل ۲٫۹ میلیارد دلار در سال ۲۰۲۴) و برای آن زمان غیرعملی تخمین زد. او از مهندسان پل پرسید که آیا می‌توان آن را با هزینه کمتری ساخت. یکی از پاسخ‌دهندگان، جوزف اشتراوس، مهندس و شاعری جاه‌طلب بود که برای پایان‌نامه فارغ‌التحصیلی خود، یک پل راه‌آهن به طول ۵۵ مایل (۸۹ کیلومتر) بر روی تنگه برینگ طراحی کرده بود. در آن زمان، اشتراوس حدود ۴۰۰ پل متحرک – که بیشتر آنها در داخل کشور بودند – تکمیل کرده بود و هیچ کاری در مقیاس پروژه جدید انجام نداده بود. طرح‌های اولیه اشتراوس برای یک پل طره‌ای عظیم در هر طرف تنگه بود که توسط یک بخش معلق مرکزی به هم متصل می‌شد، و اشتراوس قول داد که می‌توان آن را با ۱۷ میلیون دلار (معادل ۴۹۱ میلیون دلار در سال ۲۰۲۴) ساخت.
اشتراوس بیش از یک دهه را صرف جلب حمایت در کالیفرنیای شمالی کرد. این پل با مخالفت‌های زیادی، از جمله دعاوی حقوقی، از منابع مختلف روبرو شد. وزارت جنگ نگران بود که پل در تردد کشتی‌ها اختلال ایجاد کند. نیروی دریایی ایالات متحده می‌ترسید که برخورد کشتی یا خرابکاری در پل بتواند ورودی یکی از بنادر اصلی آن را مسدود کند. اتحادیه‌ها خواستار تضمین‌هایی بودند که کارگران محلی برای مشاغل ساختمانی در اولویت قرار گیرند. راه‌آهن ساوترن پسیفیک، یکی از قدرتمندترین منافع تجاری در کالیفرنیا، با پل به عنوان رقیب ناوگان کشتی‌های خود مخالفت کرد و علیه این پروژه شکایت کرد که منجر به تحریم گسترده خدمات کشتی‌رانی شد.
در ماه مه ۱۹۲۴، سرهنگ هربرت دکین دومین جلسه استماع در مورد پل را به نمایندگی از وزیر جنگ در مورد درخواست استفاده از زمین فدرال برای ساخت و ساز برگزار کرد. دکین، به نمایندگی از وزیر جنگ، انتقال زمین مورد نیاز برای سازه پل و جاده‌های منتهی به آن را به «انجمن پل‌سازی گلدن گیت» و هر دو شهرستان سانفرانسیسکو و مارین، منوط به برنامه‌های بیشتر پل توسط اشتراوس، تأیید کرد. یکی دیگر از متحدان، صنعت نوپای خودروسازی بود که از توسعه جاده‌ها و پل‌ها برای افزایش تقاضا برای خودرو حمایت می‌کرد.
نام پل برای اولین بار زمانی مورد استفاده قرار گرفت که پروژه در سال ۱۹۱۷ توسط ام.ام. اوشانسی، مهندس شهر سانفرانسیسکو، و اشتراوس مورد بحث قرار گرفت. این نام با تصویب قانون منطقه پل و بزرگراه گلدن گیت توسط مجلس ایالتی در سال ۱۹۲۳ رسمی شد و یک منطقه ویژه برای طراحی، ساخت و تأمین مالی پل ایجاد کرد. سانفرانسیسکو و بیشتر شهرستان‌های ساحل شمالی کالیفرنیا به منطقه پل گلدن گیت پیوستند، به استثنای شهرستان هامبولت (کالیفرنیا) که ساکنان آن با ساخت پل و ترافیکی که ایجاد می‌کرد مخالف بودند.

### طراحی
اشتراوس مهندس ارشد مسئول طراحی کلی و ساخت پروژه پل بود. با این حال، از آنجا که او درک یا تجربه کمی از طرح‌های پل معلق کابلی داشت، مسئولیت بخش عمده‌ای از مهندسی و معماری بر عهده سایر کارشناسان افتاد. طرح اولیه اشتراوس (دو دهانه طره‌ای دوتایی که توسط یک بخش معلق مرکزی به هم متصل می‌شدند) از نظر بصری غیرقابل قبول بود. طرح نهایی پل معلق توسط لئون مویسیف، مهندس پل منهتن در نیویورک، ابداع و حمایت شد.
ایروینگ مورو، یک معمار مسکونی نسبتاً ناشناخته، شکل کلی برج‌های پل، طرح روشنایی و عناصر هنر دکو، مانند تزئینات برج، چراغ‌های خیابانی، نرده‌ها و پیاده‌روها را طراحی کرد. رنگ معروف نارنجی بین‌المللی انتخاب شخصی مورو بود که بر سایر گزینه‌ها، از جمله پیشنهاد نیروی دریایی ایالات متحده مبنی بر رنگ‌آمیزی آن با نوارهای سیاه و زرد برای اطمینان از دید توسط کشتی‌های عبوری، پیروز شد.
چارلز آلتون الیس، مهندس ارشد، که از راه دور با مویسیف همکاری می‌کرد، مهندس اصلی پروژه بود. مویسیف طرح سازه‌ای پایه را تولید کرد و «نظریه انحراف» خود را معرفی کرد که بر اساس آن یک جاده باریک و انعطاف‌پذیر در باد خم می‌شود و با انتقال نیروها از طریق کابل‌های معلق به برج‌های پل، تنش را به شدت کاهش می‌دهد. اگرچه طراحی پل گلدن گیت سالم ثابت شده است، اما طرح بعدی مویسیف، پل تاکوما ناروز اصلی، اندکی پس از تکمیل به دلیل یک پدیده غیرمنتظره فلاتر آئروالاستیک در یک طوفان شدید فرو ریخت. الیس همچنین وظیفه طراحی «پلی در درون پل» را در پایه جنوبی بر عهده داشت تا از تخریب فورت پوینت، یک استحکامات آجری قبل از جنگ داخلی که حتی در آن زمان نیز شایسته حفظ تاریخی تلقی می‌شد، جلوگیری شود. او یک قوس فولادی زیبا را طراحی کرد که بر روی قلعه قرار می‌گرفت و جاده را به لنگرگاه جنوبی پل می‌رساند.
الیس محقق و ریاضی‌دان یونانی بود که زمانی استاد مهندسی دانشگاه ایلینوی بود، با وجود اینکه مدرک مهندسی نداشت. او سرانجام قبل از طراحی پل گلدن گیت مدرک مهندسی عمران خود را از دانشگاه ایلینوی گرفت و دوازده سال آخر کار خود را به عنوان استاد در دانشگاه پردو گذراند. او در طراحی سازه متخصص شد و کتاب درسی استاندارد آن زمان را نوشت. الیس بسیاری از کارهای فنی و نظری را که منجر به ساخت پل شد انجام داد، اما در طول زندگی خود هیچ اعتباری دریافت نکرد. در نوامبر ۱۹۳۱، اشتراوس الیس را اخراج کرد و او را با یکی از زیردستان سابق خود، کلیفورد پین، جایگزین کرد، ظاهراً به دلیل هدر دادن پول زیاد برای ارسال تلگراف به مویسیف. الیس که شیفته این پروژه بود و در دوران رکود بزرگ نتوانست کار دیگری پیدا کند، به‌طور رایگان به کار ۷۰ ساعت در هفته ادامه داد و در نهایت ده جلد محاسبات دستی را تحویل داد.
اشتراوس با نگاهی به خودنمایی و آیندگان، سهم همکاران خود را که با وجود دریافت تقدیر یا غرامت اندک، عمدتاً مسئول شکل نهایی پل هستند، کم‌اهمیت جلوه داد. او موفق شد خود را به عنوان مسئول اصلی طراحی و چشم‌انداز پل معرفی کند. تنها بسیار بعدتر بود که سهم دیگران در تیم طراحی به درستی مورد قدردانی قرار گرفت. در ماه مه ۲۰۰۷، منطقه پل گلدن گیت گزارش رسمی در مورد ۷۰ سال نظارت بر پل معروف منتشر کرد و تصمیم گرفت اعتبار عمده‌ای برای طراحی پل به الیس بدهد.

### تأمین مالی
منطقه پل و بزرگراه گلدن گیت، که با مصوبه‌ای از مجلس قانونگذاری کالیفرنیا مجاز شده بود، در سال ۱۹۲۸ به عنوان نهاد رسمی برای طراحی، ساخت و تأمین مالی پل گلدن گیت تأسیس شد. با این حال، پس از سقوط وال استریت در سال ۱۹۲۹، این منطقه نتوانست بودجه ساخت و ساز را تأمین کند، بنابراین برای انتشار اوراق قرضه به مبلغ ۳۰ میلیون دلار (معادل ۵۴۹ میلیون دلار امروز) لابی کرد. این اوراق قرضه در نوامبر ۱۹۳۰ با رأی شهرستان‌های تحت تأثیر پل تصویب شد. بودجه ساخت و ساز در زمان تصویب ۲۷ میلیون دلار (۵۰۸ میلیون دلار امروز) بود. با این حال، این منطقه تا سال ۱۹۳۲ نتوانست اوراق قرضه را بفروشد، تا اینکه آمادئو جیانینی، بنیانگذار بانک آمریکا مستقر در سانفرانسیسکو، به نمایندگی از بانک خود موافقت کرد تا کل اوراق را به منظور کمک به اقتصاد محلی خریداری کند.

### ساخت‌وساز
ساخت و ساز در ۵ ژانویه ۱۹۳۳ آغاز شد. هزینه پروژه بیش از ۳۵ میلیون دلار (۶۱۰ میلیون دلار در سال ۲۰۲۳) بود و زودتر از موعد مقرر و با ۱٫۳ میلیون دلار کمتر از بودجه (معادل ۲۹٫۸ میلیون دلار در سال ۲۰۲۳) به پایان رسید. پروژه ساخت پل گلدن گیت توسط شرکت ساختمانی مک‌کلینتیک-مارشال، یکی از شرکت‌های تابعه شرکت بتلهم استیل که توسط هوارد اچ. مک‌کلینتیک و چارلز دی. مارشال، هر دو از دانشگاه لیهای، تأسیس شده بود، انجام شد.
اشتراوس رئیس پروژه باقی ماند و بر ساخت و ساز روزانه نظارت می‌کرد و برخی مشارکت‌های پیشگامانه را انجام داد. او که فارغ‌التحصیل دانشگاه سینسیناتی بود، آجری از سالن مک‌میکن تخریب شده دانشگاه خود را قبل از ریختن بتن در لنگرگاه جنوبی قرار داد.
اشتراوس همچنین استفاده از تور ایمنی متحرک را در زیر کارگران ابداع کرد که جان بسیاری را نجات داد. نوزده مردی که در طول پروژه توسط تورها نجات یافتند، «باشگاه نیمه‌راه جهنم» را تشکیل دادند. با این وجود، یازده مرد در اثر سقوط کشته شدند، ده نفر در ۱۷ فوریه ۱۹۳۷، زمانی که یک داربست (که با پیچ‌های کوچک مهار شده بود) با دوازده مرد بر روی آن سقوط کرد و تور ایمنی را پاره کرد؛ دو نفر از دوازده نفر از سقوط ۲۰۰ فوتی (۶۱ متری) به داخل آب جان سالم به در بردند.
رستوران کافه راند هاوس سپس در انتهای جنوب شرقی پل گلدن گیت، مجاور میدان توریستی که در سال ۲۰۱۲ بازسازی شد، گنجانده شد. کافه راند هاوس، با طراحی آرت دکو توسط آلفرد فینیلا که در سال ۱۹۳۸ تکمیل شد، در طول سال‌ها به عنوان نقطه شروع تورهای تجاری مختلف پل و یک فروشگاه هدیه غیررسمی محبوب بوده است. این رستوران در سال ۲۰۱۲ بازسازی شد و فروشگاه هدیه سپس حذف شد زیرا یک فروشگاه هدیه جدید و رسمی در میدان مجاور گنجانده شده است.
در طول کار پل، دستیار مهندس عمران کالیفرنیا، آلفرد فینیلا، بر تمام کارهای آهنی پل و همچنین نیمی از کارهای جاده‌ای پل نظارت داشت.
پل گلدن گیت، ابتکار مهندس مشهور جوزف استراس بود که پیش از طراحی پل گلدن گیت طراحی ۴۰۰ پل متحرک را برعهده داشت. ایرونیگ مارو، مهندس معمار و مهندس چارلز آلتون الیس و لئون مویسیف از طراحان پل در اجرای این پروژه بزرگ مشارکت داشتند. ساخت این پل از ۵ ژانویه سال ۱۹۳۳ شروع شد.
به دلیل وزش بادهای شدید کارگران در هنگام ساخت آن با مشکلات بسیاری مواجه شدند. ۳۰ نفر در هنگام ساخت این پل از روی آن سقوط کردند که از این تعداد ۱۹ نفر به کمک تور ایمنی که در هنگام ساخت در زیر پل تعبیه شده بود از مرگ نجات پیدا کردند. ۱۱ نفر در ۱۷ فوریه ۱۹۳۷ (نزدیک به پایان ساختمان پل) به همراه داربستی که پیچ‌هایش تحمل وزن داربست را نداشت، به آب‌های یخزده سقوط کردند که در این مورد به علت وزن زیاد داربست، تور ایمنی هم پاره شد و تنها دو نفر نجات یافتند و بقیه (نه نفر) کشته شدند.
ساخت پل در آوریل ۱۹۳۷ به پایان رسید و در ۲۶ می همان سال برای رفت‌وآمد عابران پیاده آزاد شد. یک روز پس از آن با افتتاح رسمی در ساعت ۱۲ بعدازظهر ۲۷ مه سال ۱۹۳۷ این پل به روی وسایل نقلیه باز شد.
ساختمان پل ۳۵ میلیون دلار (معادل ۴۹۳ میلیون دلار سال ۲۰۱۶) هزینه داشت. پل زودتر از زمان برنامه‌ریزی شده و با هزینه ۱٫۳ میلیون دلار کمتر از هزینه برنامه‌ریزی شده ساخته شد.

## معضلات کنونی

### خودکشی

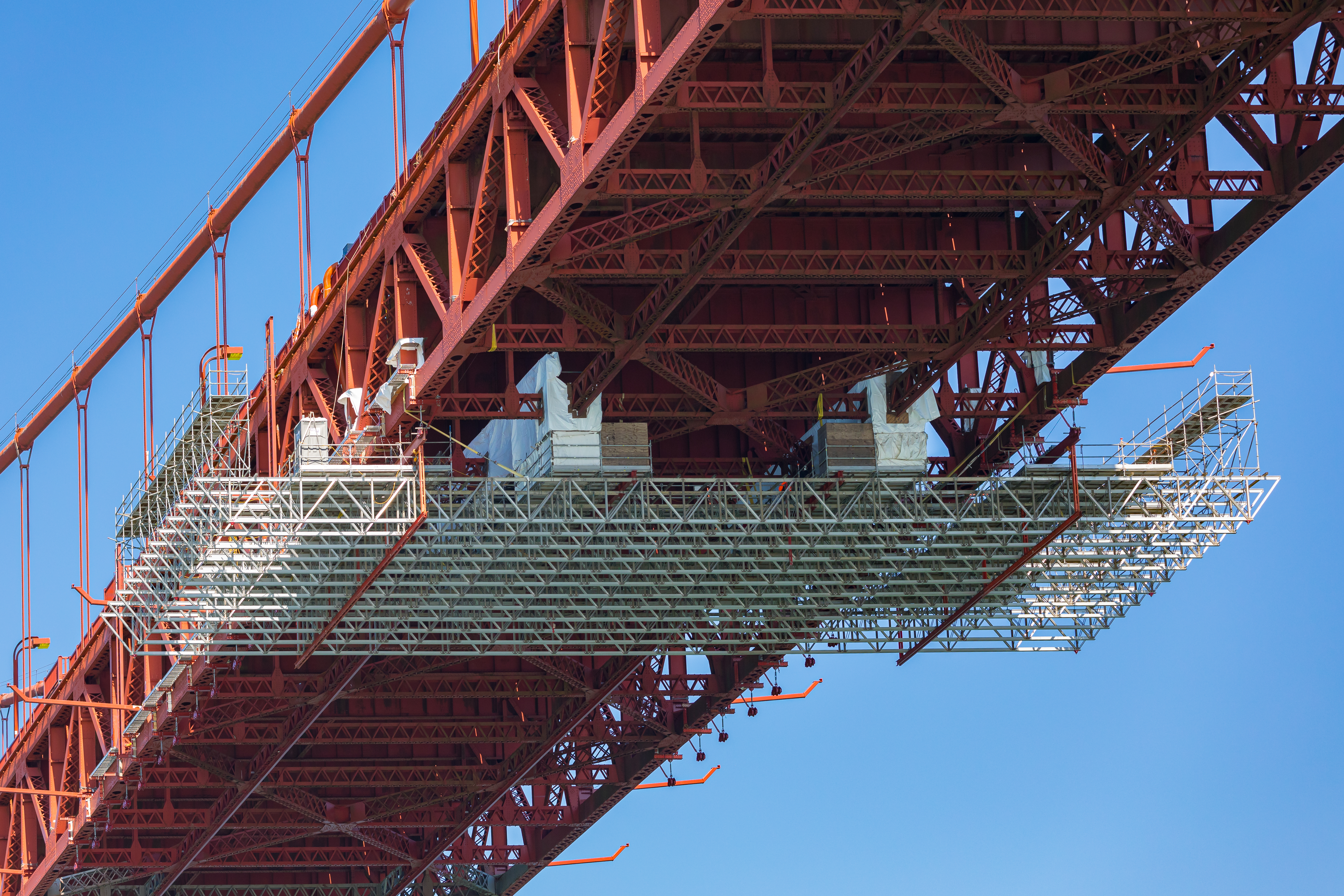
نگاره‌ای به تاریخ فوریه ۲۰۲۰ میلادی از نصب توری فلزی زیر پل گلدن گیت برای جلوگیری از خودکشی.

از زمان افتتاح در سال ۱۹۳۷ این پل به مکان خودکشی تبدیل شده است. از فراز پل گلدن گیت بیش از هر جای دیگری در ایالات متحده آمریکا خودکشی صورت می‌گیرد. تا سال ۲۰۲۲ بیش از ۱۸۰۰ نفر با پریدن از این پل خودکشی کرده‌اند.
ارتفاع پل ۷۵ متر بالاتر از سطح آب است. پس از یک سقوط ۴ ثانیه‌ای پرش گر با سرعت حدوداً ۱۲۰ کیلومتر بر ساعت به آب می‌خورد. بیشتر پرش کنندگان از اثر ناشی از آسیب تماس با آب می‌میرند. اندکی شان که از اثر اولیه جان بدر می‌برند عموماً خفه می‌شوند یا از سرمازدگی در آب سرد می‌میرند. ۹۸٪ افرادی که از پل می‌پرند جان به در نمی‌برند. بیشتر پرشها برای خودکشی در سوی مقابل پل رخ می‌دهد. سوی رو به اقیانوس به روی عابران بسته است. مستند The Bridge 2006 در مورد خودکشی‌های انجام گرفته روی این پل در سال ۲۰۰۴ و مرگ ۲۴ نفر که جسد ۳ تن از آنان هرگز پیدا نشد، ساخته شده است.
از سال ۲۰۱۸ با نصب تورهای حفاظتی، جلوی خودکشی با پل گرفته شده است. برخی گروه‌های داوطلب در بعضی روزهای خاص مانند روز ولنتاین یا کریسمس روی پل گشت می‌زنند تا مانع خودکشی شوند. این کار باعث کاهش چشمگیر میزان خودکشی شده است. تاجاییکه در سال ۲۰۲۱ آنها ۱۹۸ نفر را از خودکشی منصرف کرده‌اند.

### باد
پل گلدن گیت برای مقاومت ایمن در برابر بادهایی با سرعت ۶۸ مایل در ساعت (۱۰۹ کیلومتر در ساعت) طراحی شده است. تا سال ۲۰۰۸ میلادی، پل تنها سه بار به دلیل شرایط آب‌وهوایی بسته شد: در ۱ دسامبر ۱۹۵۱ میلادی به دلیل تندبادهای ۶۹ مایل در ساعت (۱۱۱ کیلومتر در ساعت)، در ۲۳ دسامبر ۱۹۸۲ میلادی به دلیل بادهای ۷۰ مایل در ساعت (۱۱۳ کیلومتر در ساعت) و در ۳ دسامبر ۱۹۸۳ میلادی به دلیل وزش باد با سرعت ۷۵ مایل در ساعت (۱۲۱ کیلومتر در ساعت). برای اندازه‌گیری سرعت باد از یک بادسنج در میانهٔ راه بین دو برج در ضلع غربی پل استفاده می‌شود. بادسنج دیگری روی یکی از برج‌ها گذاشته شد.
به عنوان بخشی از مقاوم‌سازی پل و نصب مانع انتحاری، از سال ۲۰۱۹ میلادی نرده‌های ضلع غربی عابر پیاده با هوازه‌های نازک‌تر و انعطاف‌پذیرتر جایگزین شدند تا تحمل آیرودینامیکی پل در برابر باد شدید تا ۱۰۰ مایل در ساعت (۱۶۱ کیلومتر در ساعت) بهبود یابد. از ژوئن ۲۰۲۰ میلادی گزارش‌هایی مبنی بر زمزمه‌ای بلند دریافت شد که در سراسر سان فرانسیسکو و مارین کانتی شنیده شد که توسط هوازه‌های نرده‌های جدید هنگام وزش باد شدید غربی تولید می‌شد. صدا از آزمایش‌های تونل باد پیش‌بینی شده بود. اما در گزارش اثرات زیست‌محیطی لحاظ نشده بود؛ اکنون راه‌های بهبود آن در حال بررسی است. یک تجزیه و تحلیل مهندسی مستقل از ضبط صدا در سال ۲۰۲۰ میلادی به این نتیجه رسید که صدای آواز شامل انواع تُن‌های بادی (صدای تولید شده توسط هوای عبوری از لبهٔ تیز) است که در این مورد از باد محیطی که بر روی هوازه‌های فلزی می‌وزد ناشی می‌شود. نرده‌های پیاده‌رو تازه نصب شده‌اند. تن‌های مشاهده شده فرکانس‌های ۳۵۴، ۳۹۸، ۴۳۹ و ۴۸۱ هرتز، مربوط به نت‌های موسیقی F4، G4، A4، و B4 بودند. این نت‌ها یک تتراکورد لیدیایی F را تشکیل می‌دهند.

## نگارخانه

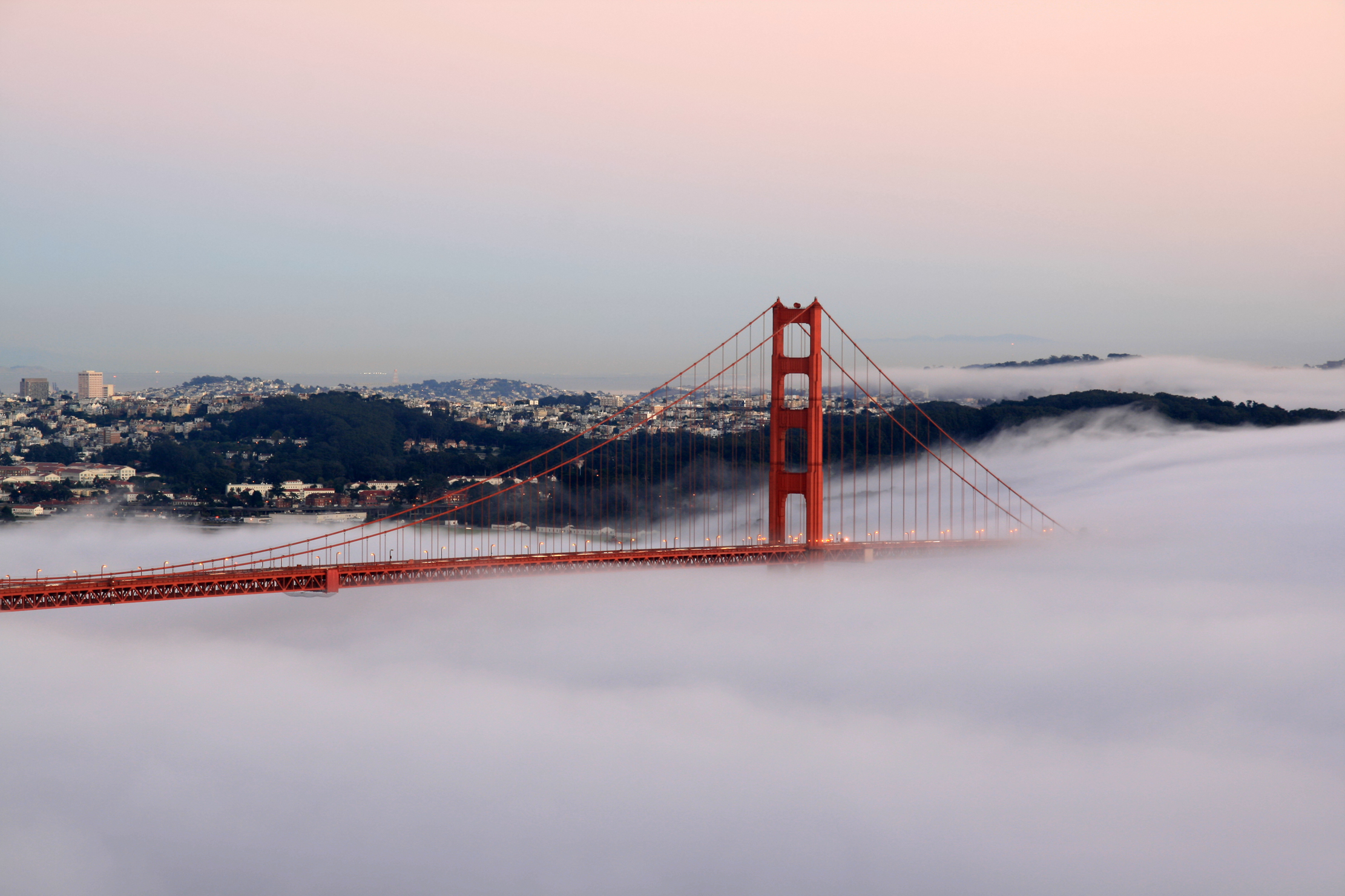
تصویری از پل گلدن گیت در غروب خورشید
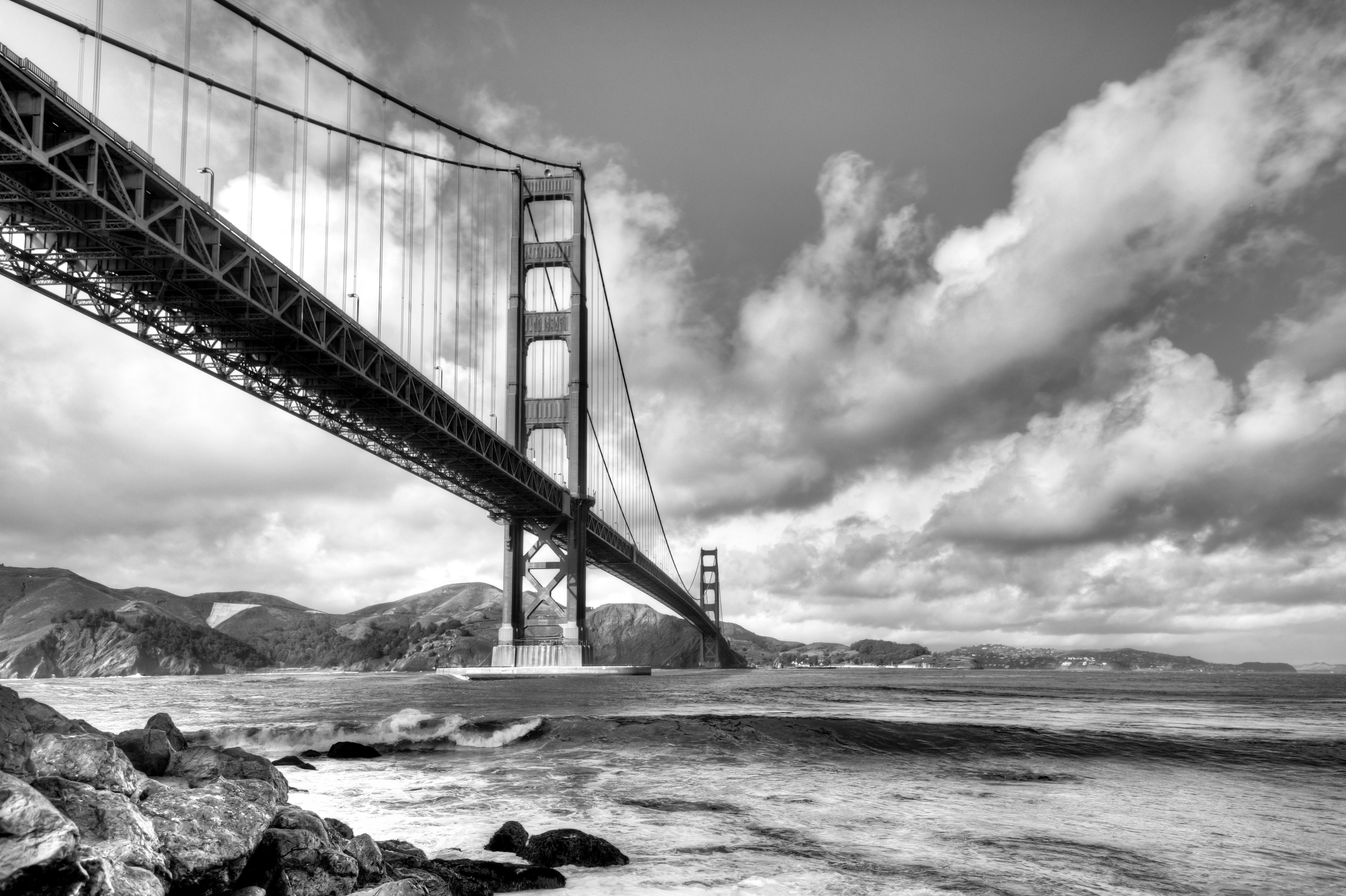
پل گلدن گیت
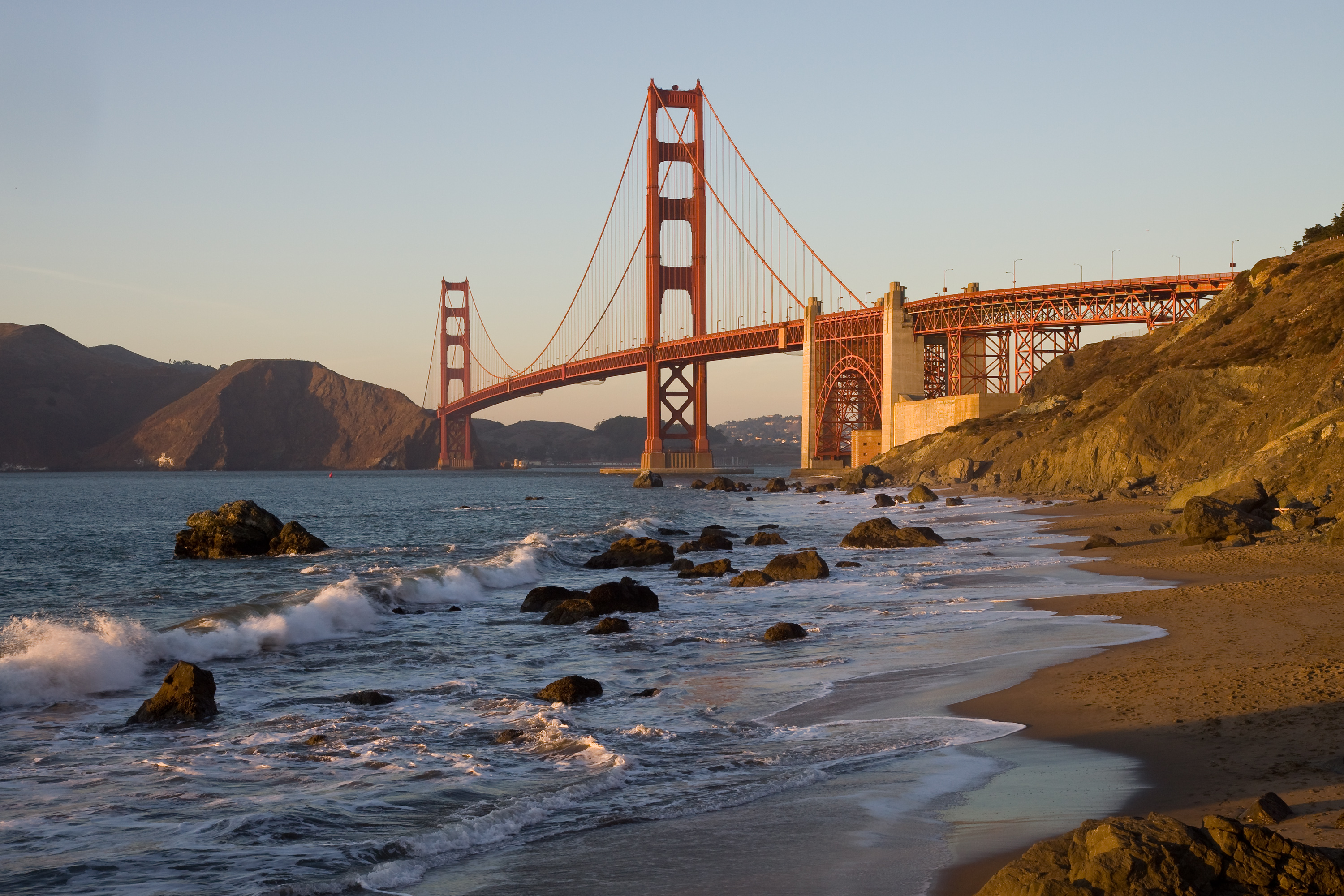
نمایی از ساحل بیکر
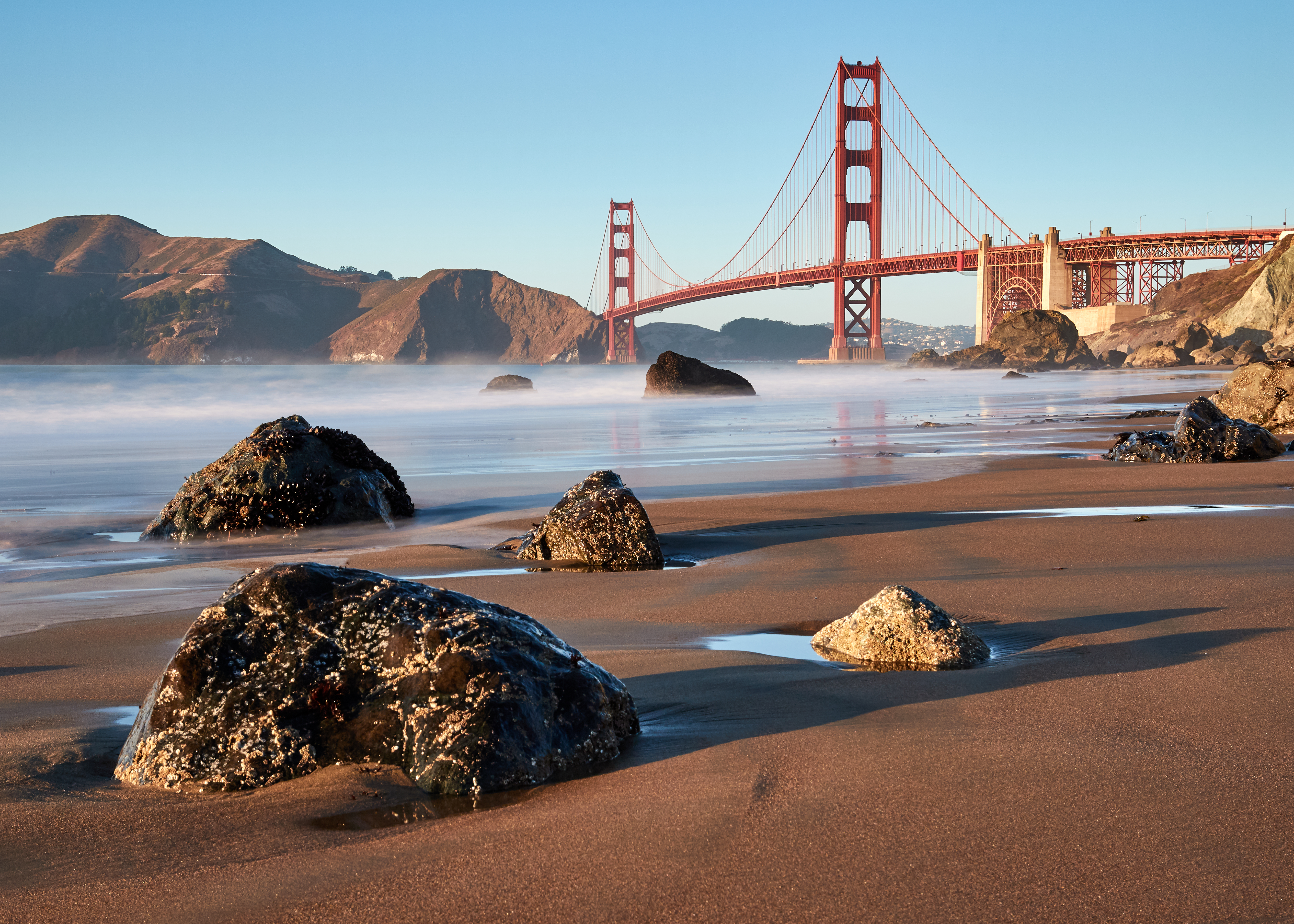